# 自然リンパ球
自然リンパ球（Innate lymphoid cells, ILC) とは共通のリンパ系前駆細胞（CLP）に由来する自然免疫系細胞である。病原性の組織損傷に反応してシグナル分子を分泌し、自然免疫細胞と獲得免疫細胞の両方を制御している。ILCは主に組織内に存在する細胞で、リンパ系組織（免疫関連組織）と非リンパ系組織の両方に存在し、まれに末梢血にも存在する。特に粘膜表面に多く局在し、粘膜の免疫と恒常性の維持に重要な役割を果たしている。リンパ球系に属する自然免疫細胞であるが、抗体特異的な応答はせず、B細胞、およびT細胞受容体を持たない（RAG遺伝子がないため）。通常のリンパ系の形態を持たず、通常の骨髄系細胞や樹状細胞に見られる表現型マーカーを持つ。
ILCは、発生経路、表現型、産生されるシグナル分子の違いから、2013年には1、2、3の3つのグループに分けられていたが、さらなる調査の結果、NK細胞、ILC1、ILC2、ILC3、LTi（Lymphoid tissue inducer、リンパ組織誘導細胞）細胞の5つのグループに分類されている。
この細胞群はさまざまな生理的機能を持っており、組織の恒常性維持、形態形成、炎症反応、代謝、修復、再生など、複数の生理機能に関与している。ILCの役割の多くはT細胞と類似しており、ILCは獲得免疫系のT細胞と同等の役割を持つ自然免疫系細胞であると考えられる。 ILCの調節不全は、アレルギー、気管支喘息、自己免疫疾患のような免疫疾患を引き起こす。

## 分類
ILCの分化は、サイトカイン、ノッチリガンド、概日リズムなど、周囲の微小環境因子の存在によってスイッチが入る転写因子の存在に応じて開始される。成熟するとILCはサイトカインを放出する。ILCの分類はこれらに基づき、異なるILCサブタイプの発生と機能に関連する転写因子とサイトカインの種類の違いに着目している。これらのうち、NK細胞、NH細胞、LTi細胞はそれぞれ、獲得免疫系のTh1細胞、Th2細胞、Th17細胞に対応したサイトカインを放出する。
| 刺激因子                                      | 刺激シグナル       | 細胞種                     | 放出サイトカイン                       | 免疫学的機能                                                                                |
| --------------------------------------------- | ------------------ | -------------------------- | -------------------------------------- | ------------------------------------------------------------------------------------------- |
| 腫瘍 細胞内微生物（ウイルス、細菌、寄生虫）   | IL-12 IL-15, IL-1β | Graphic of an ILC1/NK cell | IFN-γ グランザイム, パーフォリン       | 1型免疫（マクロファージ活性化、細胞傷害性、酸素ラジカル）                                   |
| 大きな細胞外分子（寄生虫、アレルゲン）        | IL-25 IL-33, TSLP  | Graphic of an ILC2 cell    | IL-4, IL-5, IL-9, IL-13 AREG           | 2型免疫（粘液産生、マクロファージ活性化、細胞外マトリックス・組織修復、血管拡張、体温調節） |
| 細胞外微生物（細菌、真菌）                    | IL-1β IL-23        | Graphic of an ILC3 cell    | IL-22, IL-17 GM-CSF, リンホトキシン    | 3型免疫（食作用、抗菌ペプチド、上皮細胞生存）                                               |
| 間葉系組織細胞（レチノイン酸、CXCL13、RANKL） | IL-1β IL-23, IL-6  | Graphic of an LTi cell     | RANK, TNF, リンホトキシン IL-17, IL-22 | 二次リンパ組織形成                                                                          |

### グループ1
グループ1に属するILCはNK細胞（ナチュラルキラー細胞）およびILC1であり、インターフェロンγ（IFN-γ）および腫瘍壊死因子（TNF）に代表される1型サイトカイン群を産生する。NK細胞系統とILC1系統は、発生経路の早い段階で分岐し、転写因子への依存性、細胞毒性、常駐マーカーの発現などの違いによって区別される。
NK細胞は、血流中を循環し、ウイルスに感染した細胞や腫瘍細胞を殺傷する細胞傷害性細胞である。ILC1は、細胞毒性を持たない、あるいは弱い細胞障害性を持つ組織内常在細胞で、ウイルスや特定の細菌の感染を防御する機能を持つ。
ILC1とNK細胞には共通の特徴と非共通の特徴がある。どちらの細胞もIFN-γを主なサイトカインとして産生し、そのために転写因子T-betを必要とする。またどちらも、感染や損傷後の組織でサイトカインIL-15やIL-12が上昇した場合にもIFN-γを産生し、刺激を受けるとIFN-γと同時にTGFβ1を分泌する。これにより、腸の上皮や細胞外マトリックスのリモデリングが促進される。IL-18の共刺激でもIFN-γレベルが有意に上昇する。IFN-γの放出は、マクロファージやその他の単核食細胞を刺激し、細胞内感染を根絶するための抗菌作用を誘発する。また、両方の細胞タイプによって生成される酸素ラジカルも、感染症の根絶を助ける。ILC1とNK細胞は、その分子の発現に応じて、TNF-αを産生し、炎症反応にさらに貢献することもできる。
NK細胞とILC1では、転写因子への依存性に違いがある。どちらの細胞タイプも発生にT-betを使用するが、NK細胞はT-betを欠損した宿主にも存在する一方、ILC1はT-betの存在に完全に依存していることが判っている。逆に、NK細胞の発生は転写因子Eomesの存在に完全に依存しているが、ILC1はEomesの存在とは無関係に発生することができる。つまり、Eomesは一般的にNK細胞のマーカーとして使用することができ、成熟したNK細胞はT-bet+ Eomes+であり、ILC1はT-bet+ Eomes-であることを示唆している。
ILC1とNK細胞には共通の表現型マーカーが存在する。ILC1とNK細胞は、マウスのNK1.1、ヒトとマウスのNKp44やNKp46などのNK細胞受容体（NCR）などの表現型マーカーが共通している。一方で、ヒトのILC1にはCD127が発現しているが、これは全てのNK細胞に存在する訳ではないなどの違いもある。さらに、ヒトのNK細胞のマーカーであるNKp80はILC1には発現していない。マウスでは、CD200RがNK細胞とILC1を区別することが示されている。特定の組織で、あるいは特定の感染症や炎症の後に、一部のNK/ILC1細胞にこれらの特徴的なマーカーが発現していないことから、ILC1とNK細胞の系統の関係はまだ曖昧である。これは組織特異的機能説を支持するものである。例えば、CD127はILC1の大部分で発現しているが、NK細胞の基本的特徴であるEomesを発現する能力も持っている唾液腺常在ILC1からは欠失している。
グランザイムやパーフォリンを産生することから、NK細胞は獲得免疫系である細胞傷害性CD8+T細胞に対応する自然免疫系の機能であると考えられているが、ILC1は細胞傷害活性を伴わずIFN-γを単独で産生することから、ヘルパーT細胞に対応する自然免疫系機能と考えられている。

### グループ2
ILC2には、ナチュラルヘルパー細胞（NH細胞）、nuocytes、自然2型ヘルパー細胞（Ih2細胞）が含まれる。IL-25、TSLP、IL-33に反応して、グループ2に属するIL-4、IL-5、IL-9、IL-13、アンフィレグリンのような2型サイトカイン群を産生する。
ILC2は、組織に常駐し、寄生虫に対する2型サイトカイン応答に決定的な役割を果たす。また、アレルギー性の肺炎症への関与が示唆されている。ILC2は、皮膚、肺、肝臓、腸などの組織に多く存在する。ILC2は特徴的な表面マーカーおよびケモカイン受容体を発現しており、リンパ球の特定臓器への分配に関わる。ヒトでは、ILC2はCRTH2、KLRG1、SST2、CD161、CD25を発現している。マウスでは、ILC2はCD44を発現しているが、CD161は発現していない。ILC2の発生時、転写因子（RORα、およびGATA3) の活性化にIL-7が必要である。GATA3はILC2の発生と機能維持に必要とされる。ILC2は肺におけるTh2抗原への応答に必須であるが、全身性のTh2抗原応答には必要ではない。
ILC2は、IL-33やIL-25に対する反応性に応じて、自然型ILC2（nILC2）と炎症型ILC2（iILC2）という亜集団に分類される。nILC2は、自然な免疫状態の組織でIL-33に反応するもので、iILC2はIL-25や寄生虫に反応するものである。nILC2は、Thy1とST2を高発現し、KLRG1は低発現である。iILC2は、KLRG1を多く発現し、Thy1とST2は少ない。これらの亜集団に加えて、ILC210細胞と呼ばれる別の集団は、IL-10を産生する能力を特徴としている。

### グループ3
グループ3に属するILC3はIL-17AまたはIL-22を産生する能力により特徴付けられる。ILC3はNK細胞マーカーを発現しているにもかかわらず、NK細胞とは大きく異なり、転写因子RORγtを必要とし、細胞傷害性因子を分泌せず、IFN-γやTNFを産生しない。
ILC3は細胞外の細菌や真菌に対する自然免疫反応に関与している。ILC3は、腸内細菌の恒常性とTh17細胞の応答の制御に重要な役割を果たしている。ヒト成人のILC3は、主に腸の粘膜固有層と扁桃腺に存在する他、脾臓、子宮内膜、脱落膜、皮膚にも存在する。
ILC3は、その発生と機能が転写因子RORγtに依存しており、IL-1βやIL-23などの病原性シグナルに応答してRORγtを発現する。 IL-22はILC3が産生する主要なサイトカインであり、腸の恒常性維持に基本的な役割を果たしている。さらにILC3は、環境刺激に応じて、IL-17、IL-22、IFN-γ、GM-CSFなど、他のさまざまなサイトカインを産生する。
ILC3にはNCR-とNCR+の2つのサブセットがある。マウスのILC3のNCRはNKp46であるのに対し、ヒトのILC3のNCRはNKp44である。 NKp44+ ILC3はIL-22の独占的供給源として扁桃腺や腸に非常に多く存在する。ILC3の中には、NKp30やCD56などの他のNK細胞マーカーを発現するものもある。NCR- ILC3は主にIL-17AとIL-17Fを産生し、特定の状況下ではIL-22も産生する。NCR- ILC3はT-betの発現量が増加するとNCR+に分化できる。

### リンパ組織誘導細胞
リンパ組織誘導細胞（LTi細胞）はリンパ系の発生に必要な分子群を発現するILCの一群である。これらは、胚発生中のリンパ系の発生に必須であり、出生後もリンパ系の構造維持に必要である。さらに、T細胞の免疫記憶の維持にも関わっている。
LTi細胞は、そのユニークな発生経路から別の系統と考えられているが、多くの類似した特徴を持つことから、ILC3グループの一部と考えられることが多い。ILC3と同様に、LTi細胞はRORγtに依存している。LTi細胞は、TNFファミリーの一員であるリンホトキシンの作用により、リンパ組織の発達を促進し、二次リンパ節やパイエル板の形成に関与している。LTi細胞は、胚期と成体期の両方における免疫系の発達で重要な役割を果たしており、そのためLTi細胞は胚期の早い段階で臓器や組織に存在している。LTi細胞は、一次リンパ組織と二次リンパ組織の組織化、および成体のリンパ組織において、獲得免疫反応を制御し、二次リンパ組織の構造を維持するという極めて重要な役割を担っている。
その産生は、レチノイン酸、CXCL13、RANKL、サイトカインIL-1β、IL-23、IL-6によって刺激される。c-Kit、CCR6、CD25、CD127、CD90を発現するが、NCRは発現しない。OX40Lの発現は、成体マウスおよびヒトにおけるLTi細胞のもう一つの優れたマーカーである。LTi細胞は、CD4+/-のいずれかになる。ILC3と同様に、LTi細胞は、活性化されるとほとんどが、IL-17A、IL-17F、IL-22を産生する。これは、RANK、TNF、IL-17、IL-22によって媒介される。
LTi細胞は、胚の胸腺上皮細胞の発達を促すことで、リンホトキシンα4β7とRANKLのシグナルを介して自己免疫調節遺伝子（AIRE ）の発現を誘導する。 LTi細胞はまた、新しく形成されたリンパ節内で、CD4+T細胞にシグナルを送るTNFファミリーのOX40LとCD30Lを介して記憶CD4+T細胞の生存を可能にし、したがって記憶免疫応答を可能にする。この役割は、自己免疫を予防したり、ワクチン接種後の記憶反応を高めたりするために利用できる。

## 発生
リンパ球系共通前駆細胞（CLP）は与えられるシグナルに応じてT細胞、B細胞、そしてILCを含むさまざまな細胞に分化することができる。NK細胞を除き、すべてのILCは生存のためにIL-7シグナルが必要である。転写抑制因子であるID2はB細胞およびT細胞分化に拮抗し、ID2依存性前駆体へと分化させる。この前駆体はさらに系統特異的な転写因子により分化する。ILCの異なるグループは共通の前駆細胞を持つ。ILCは、組換え活性化遺伝子（RAG）に依存せず、サイトカイン受容体共通ガンマ鎖とJAK3キナーゼ経路を介したサイトカインシグナルに依存して発生する。

### 発生初期

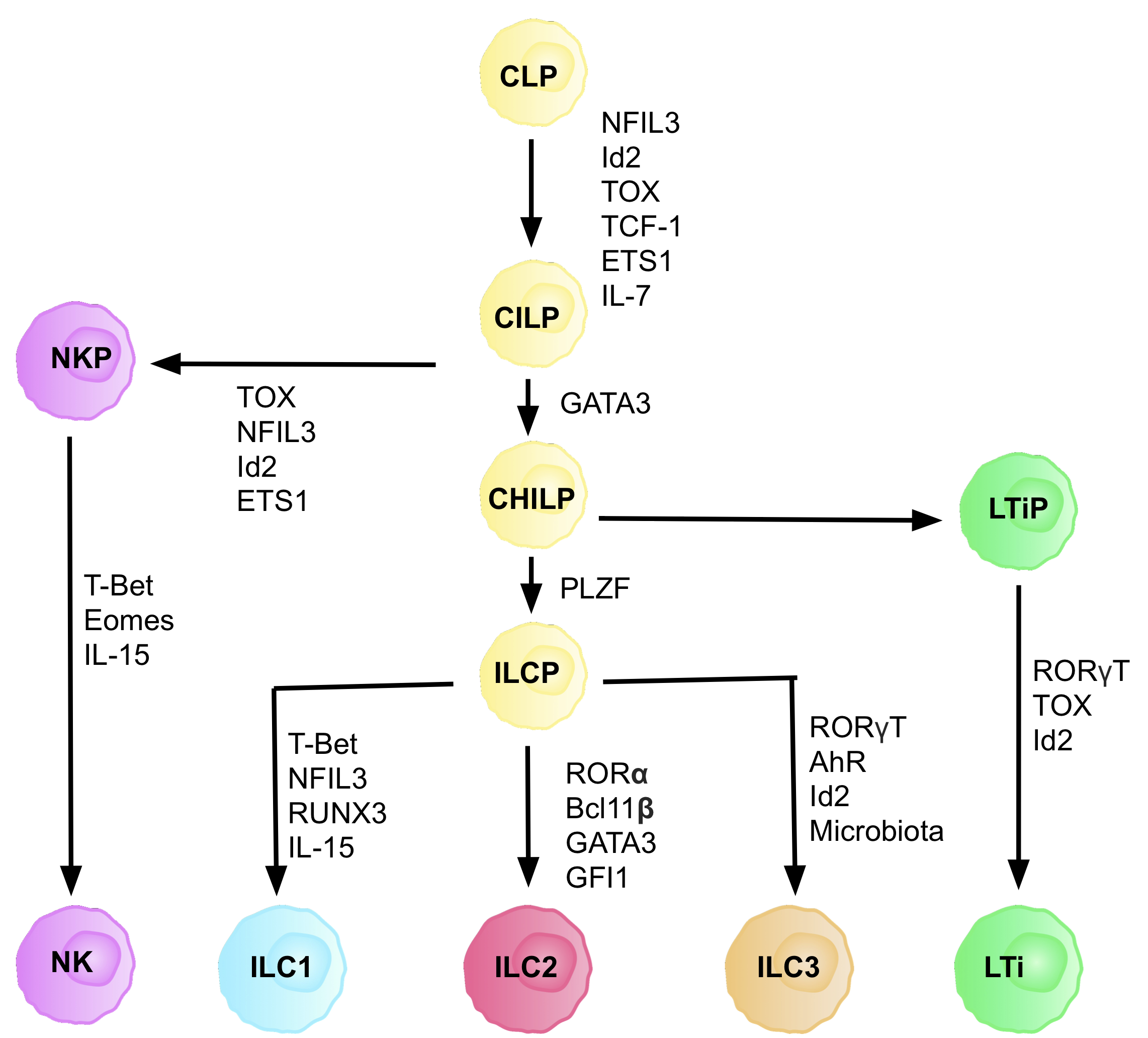
主にマウスの分化経路を元にしたILCの発生の模式図。

ILCは、CLPから派生した自然リンパ球共通前駆細胞（CILP）に由来する。CILPは、T細胞やB細胞を含む多くの異なるリンパ系細胞に分化する能力を持つ。CILPはその後、ナチュラルキラー前駆細胞（NKP）や、より最近報告されたヘルパー様自然リンパ球共通前駆細胞（CHILP）に分化することができる。CHILPは、その後、リンパ組織誘導前駆細胞（LTiP）や自然リンパ球共通前駆細胞（ILCP）に分化する。微小環境に存在する因子は、ノッチリガンド、サイトカイン、概日リズム、転写因子の発現などであり、CLPがどのILCサブタイプに分化するかを決定する。

### 自然リンパ球共通前駆細胞（ILCP）
CLPからCILP、そしてILCへと成長する過程では、転写因子ID2が、リンパ系細胞のT細胞やB細胞への分化を抑制する役割を担っている。ID2は、B細胞やT細胞の発生に重要なE-box転写因子（E2A、E2-2、HEB）の活性を低下させることで、その役割を果たしている。当初より、CLPがILCサブセットのいずれかに分化するためにはID2が必要であると考えられており、実際、CLPの発生過程でID2をノックアウトすると、ID2の存在に依存しないNK前駆細胞を除くすべてのILCサブセットの発生が阻害されることが明らかにされた。この事実により、ID2の存在に完全に依存し、主要なILCマーカーを発現する、他系統マーカー陰性（Lin-）の細胞群（真の前駆細胞の要件）が同定され、その表現型は、Lin-ID2+IL7Ra+CD25-α4β7+であり、これは現在、ヘルパー様自然リンパ球共通前駆細胞CHILPとして知られている。これらの細胞は、ヘルパーT細胞の分化に類似していることから、「ヘルパー様」と名付けられた。

### 転写因子依存性
分化の各ステージは、さまざまな転写因子の発現に依存している。NFIL3、TCF-1、ETS1、GATA3、PLZF、T-bet、Eomes、RUNX3、RORα、Bcl11b、Gfi1、RORγt、AhRなどである。これらの転写因子が協調して発現することにより、リンパ球サブセットの分化に重要な標的遺伝子が活性化されたり、抑制されたりする。特に、サイトカインによって発現が制御されるNfil3は、転写因子Id2、RORγt、Eomes、Toxを介してILCの分化を制御している。これにより、組織シグナルがILC系統への分化決定に重要な役割を果たしていることが証明された。

### 起源と移行
研究によると、ILCの主な発生場所は、胎児では肝臓、成人では骨髄であり、ここでCLP、NKP、CHILPが発見されている。その後、細胞は、細胞接着分子やケモカインによってコード化された指定の組織に到達するまで、血液中に出て循環する。しかし、ILCの成熟は、ナイーブヘルパーT細胞の成熟と同様に、一次リンパ組織の外で行われる可能性があることも明らかになっている。
NK前駆細胞やILC3前駆細胞はヒトの扁桃腺で発見されており、胎児のILCPはマウスの腸内でパイエル板に集積している。レチノイン酸は、神経細胞、樹状細胞、間質細胞など多くの細胞から産生されるが、ILC2よりもILC3の分化に有利であり、ILC3の完全な成熟に必要である。また、食物の異化後に産生されるリガンドを介して発現するAhRは、腸内ILC3の機能と発現の維持に必要である。

## 機能
ILCは、あらゆる臓器、特に粘膜表面で病原体に対する免疫反応を担っている。ILCは、免疫調節サイトカインを迅速に分泌する能力を持ち、自然免疫反応の鍵を握っているが、他の免疫細胞との相互作用によって獲得免疫反応の形成にも関与している。ILCが存在する組織の微小環境は、多様なILCプロファイルの発現を決定し、微調整することで、複数のエフェクター機能におけるILCの相互作用を促進する。
ILCが組織内の要所々々に配置され深く根付いていることで、恒常性が維持され、その結果、健全な組織機能を維持することができる。しかし、ILCはさまざまな粘膜部位で有害となる役割も果たしている。
ILCの機能はその組織内での局在部位と関連しているため、ILCの局在や移動に関与するシグナルを明らかにすることは、疾患の治療に向けた新たな道筋を見出す上で重要である。

### 寄生虫感染と組織修復
2型免疫、つまりILC2細胞の基本的な特性は、蠕虫のような消化不能の大型生物への対処である。腸内では、蠕虫の感染に反応して、上皮細胞がIL-25を大量に分泌し、ILC2細胞を活性化する。ILC2はIL-13を産生し、Notchシグナル伝達経路を介して、さらに上皮細胞の分化を促す。この指示により、蠕虫の寄生体やその他の大きな病原体を排出できるように組織が再構築される。
また、IL-13はT細胞を活性化し、寄生虫を追い出すためのさらなる生理的反応を誘発する。T細胞は杯細胞の粘液分泌を促し、平滑筋を収縮させ、肥満細胞や好酸球を呼び寄せるシグナルを分泌し、B細胞の増殖を促す。
感染すると、蠕虫の移動に伴い、組織の損傷が拡大する。ILC2は、上皮成長因子受容体に対するAREGなどのリガンドを産生し、組織修復のための上皮細胞の分化を促進することで、感染後の組織損傷を修復する重要な役割を担っている。これにより、上皮のバリア機能を高め、病原体の侵入を遅らせる機能が期待できる。

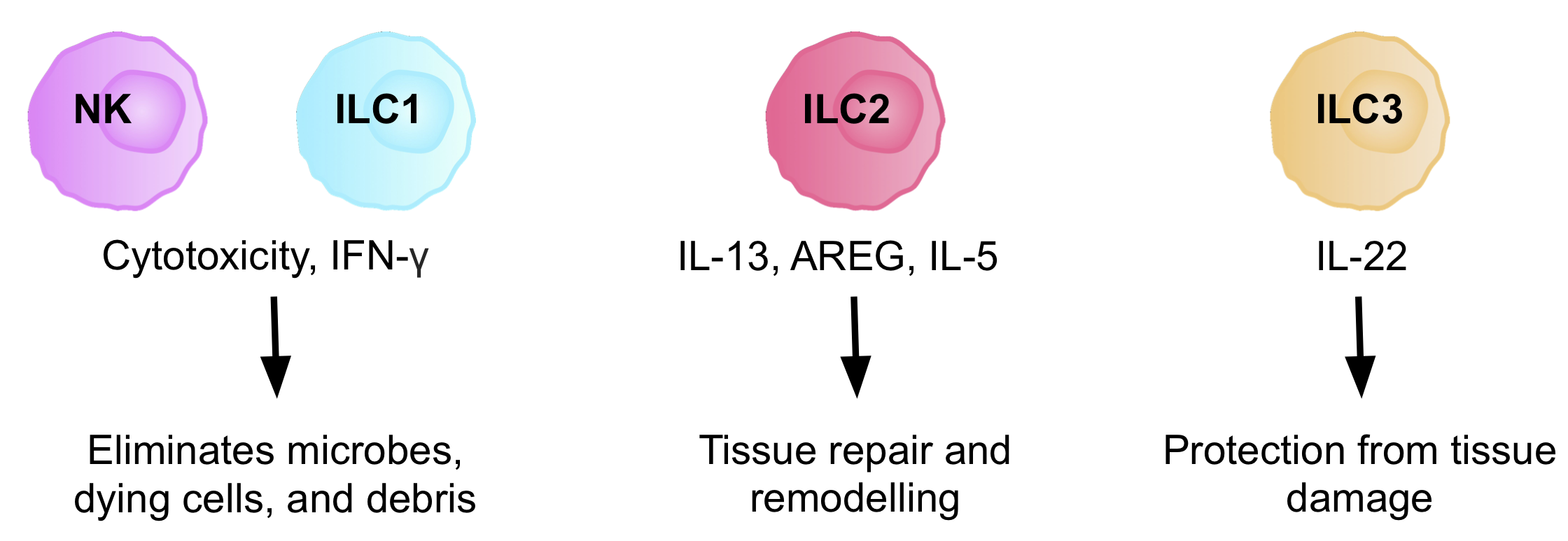
ILCサブタイプの違いと、大型寄生虫感染による組織損傷後の修復・再生などへの関与。

複数の組織内微小環境において、ILCは間質細胞のような非造血性細胞との関係が深い。肺では、ILC2は間質細胞に特異的に局在し、間質細胞はIL-33やTSLPを放出し、ILC2の維持に寄与している。定常状態でも、蠕虫が腸から侵入し血液を介して肺に移動した後の感染への反応でも、ILC2の機能は維持される。
肺のILC2は、血液中の好酸球を呼び込めるように、血管の近くに位置している。また、病原体が溜まる可能性のある気道内にも位置している。これは、カルシトニン遺伝子関連ペプチドの放出を通じてILC2を活性化する神経内分泌細胞と密接に接触していることを意味する。また、神経回路を介してILCの機能が制御されていることも確認されている。
加えて、ILC1とILC3は病原体の感染に反応して、酸素ラジカルや致死的なダメージを与える酵素を放出し、その結果宿主組織にダメージを与える。組織の修復反応は、ILC3とILC1が組織から微生物や破片を除去した後、2型免疫反応によって調整される。

### 腸粘膜
腸のILCは、食物、微生物、内因性代謝物に晒されている。ILCの小腸への帰還は、α4β7インテグリンと受容体であるCCR9によって行われる。ILC2は骨髄でCCR9を発現しているので直接腸に帰還できるが、ILC1やILC3にCCR9を発現させるにはレチノイン酸が必要である。
ILCは、腸内のバリアーの維持を促進し、さまざまな細菌やウイルスの感染から保護する。ILC3は、成人と胎児の両方の腸に最も多く存在するサブセットである。腸内のILCの分布は発生過程で変化し、消化管の各部位に不均等に分布している。このような腸内各部位への偏在は、それぞれ異なるシグナルカスケードに誘導される。ヒトでは、腸内ILCの約70%がNCR+、15%がNCR-である。

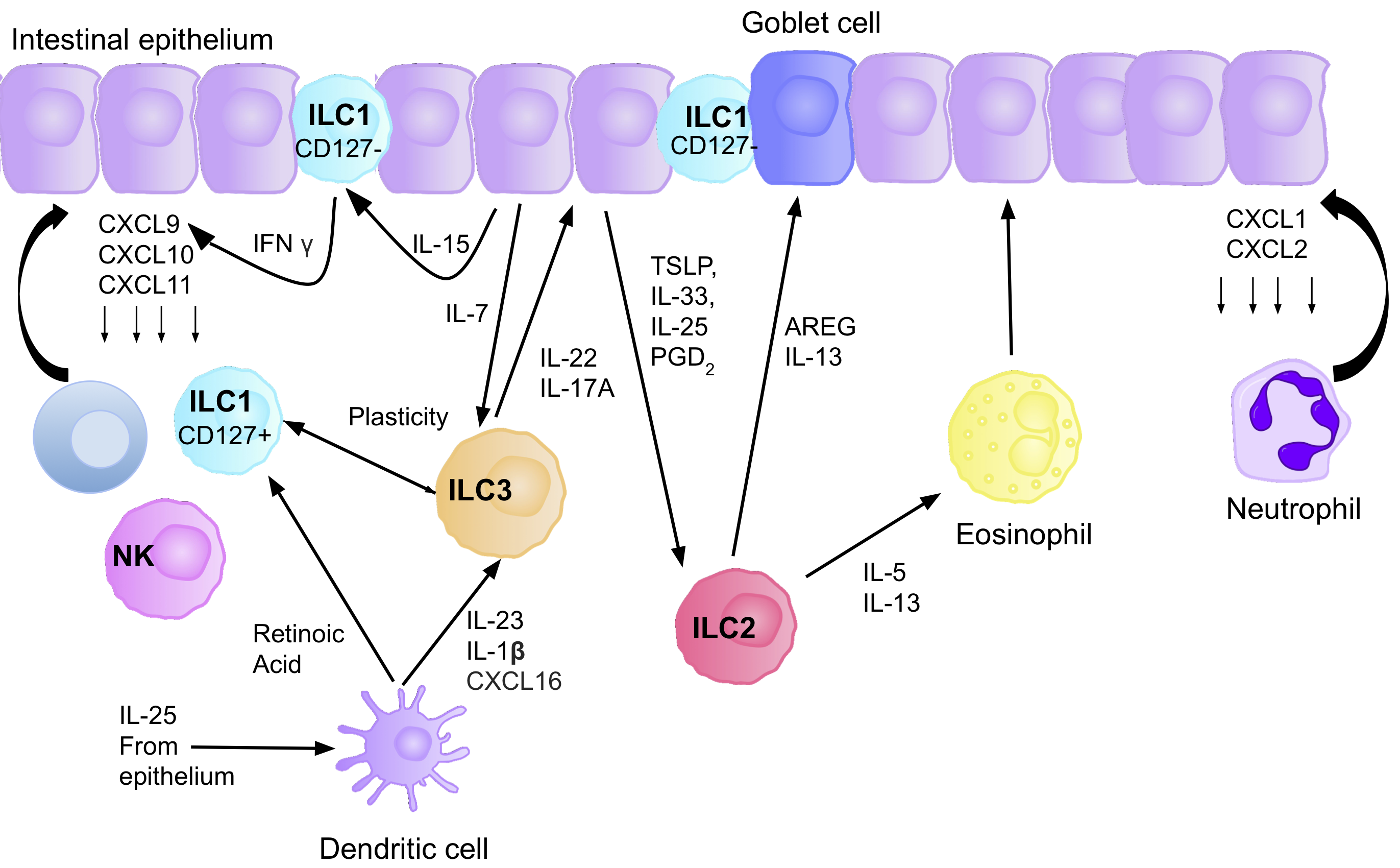
ILCは腸管粘膜で重要な役割を果たしており、関連するサイトカインやエフェクター細胞を介して腸管の恒常性を維持している。

ILC3は腸内細菌叢と直接相互作用し、微生物叢と宿主との間にネットワークを形成して恒常性を維持している。ILC3はIL-22を分泌し、上皮細胞を刺激して抗菌ペプチドを産生することで、腸内の複数の非有益な細菌のコロニー形成を制限する。IL-22の分泌は、マクロファージや樹状細胞によるIL-23やIL-1βの産生に起因して誘導され、粘膜層の治癒を促進する。例えば、IL-22は化学療法や放射線療法後の腸管損傷の修復を促進する。ILC3は、常在菌の内腔への封じ込めを制御し、粘膜固有食細胞への暴露を可能にし、T細胞の活性化に繋がる。ILC3は、MHCクラスII受容体を介して抗原を提示することができるが、共刺激分子を持たないため、T細胞アネルギー（不応答性）の役割を果たし、有益な常在菌に対する耐性を促進する。したがって、ILC3と腸内T細胞の関係は、恒常性を維持する上で非常に重要である。ILC3が存在しない場合、T細胞の活性化が制御できなくなる可能性があるからだ。さらに、ILC3によるIL-22の産生を微調整する役割を微生物が担っている。例えば、回腸のセグメント細菌は、IL-22の産生を調整し、Th17細胞の分化を可能にする。
ILC3は腸管の恒常性を維持するために腸管神経系と相互作用する。細菌に反応して、粘膜固有層のグリア細胞が神経栄養因子を分泌し、その神経栄養因子が神経制御受容体RETを介してILC3にIL-22を産生させるからである。また、樹状細胞は病原体によるストレス時にIL-23を産生し、ILC3を活性化してIL-22の産生を可能にする。IL-22が腸内の微生物を制御するメカニズムの一つは、上皮細胞のグリコシル化パターンを介したものであると考えられている。ILC3によるIL-22とリンホトキシンの発現は、フコース転移酵素2の発現を制御し、上皮細胞のフコース化を可能にし、腸内細菌の栄養源となる。
食事や微生物由来のAhRリガンドは、免疫細胞に認識され、腸内のILCの発達やNK細胞の機能を制御する。トリプトファン代謝物に応答して、AhRシグナルがIL-22の発現を維持し、腸の恒常性を維持する。樹状細胞が産生するレチノイン酸は、RORγtとIL-22をアップレギュレートすることで、ILC1とILC3の腸管帰還受容体の発現を促進し、ILC3の機能を高める。また、マクロファージとILC3sの間には、微生物のシグナル伝達に依存したRORγtによるGM-CSFの産生や、マクロファージによるIL-1βの産生を介した相互作用が存在する。食事性ビタミンAが不足すると、ILC3の数が異常に少なくなり、IL-22の産生が低下して感染症に罹りやすくなる。逆に、レチノイン酸はIL-7RαをダウンレギュレートすることでILC2の増殖を抑制し、ビタミンAを欠乏させるとILC2を介したマウスの蠕虫感染に対する抵抗性が高まることが示されている。したがって、ILC3は、微生物叢、腸上皮、神経グリア細胞、その他の免疫細胞の間で、腸の恒常性を維持するための相互作用のネットワークを形成している。
LTi細胞はパイエル板やリンパ濾胞に存在し、B細胞と相互作用してIgAの産生を促進し、宿主と局所微生物群との共生を促進する。ILC1とNK細胞はIFN-γを産生し、細胞内の病原体と闘う。C. dificileが感染すると、ILC1とILC3が協力して感染に対抗する。ILC2は、寄生虫感染時に組織の損傷から守るために、腸内で杯細胞の分化と粘液の産生を誘導する。

### 腫瘍微小環境
自然リンパ系細胞のさまざまなグループは、幾つかの方法で腫瘍形成に影響を与える。
ILC1は、最も重要な抗腫瘍能力を持つILCの集団であり、NK細胞は腫瘍細胞の表面の欠損したMHCクラスIを認識する能力を持っており、MHCクラスI上に外来抗原を提示している腫瘍細胞を認識して殺す細胞傷害性T細胞と補完的に作用する。NK細胞は細胞表面に、腫瘍細胞上に過剰に発現したストレス誘導リガンドに特異的なNK細胞活性化受容体を多数発現している。
ILC1は、サイトカインであるIFN-γとTNF-αを産生することで腫瘍微小環境に影響を与える。IFN-γとTNF-αは、免疫反応の初期に、M1マクロファージ、樹状細胞、細胞傷害性T細胞などの他の免疫細胞を極性化させ、炎症環境を作り出す。上手くいけば、これらの細胞が集まって来て、腫瘍化した細胞を殺すことができる。しかし場合によっては、IFN-γやTNF-αが骨髄由来抑制細胞などの免疫抑制性の免疫細胞や抗炎症性サイトカインを誘導し、腫瘍細胞が逃避できるような免疫環境を作ることもある。
腫瘍監視におけるILC2とILC3の役割は、これらの細胞が存在する組織の微小環境に依存している。
ILC2は、IL-13、IL-4、アンフィレグリンなどの抗炎症免疫反応を促進するサイトカインを産生し、腫瘍の成長を促進する。しかし、状況によってはILC2がIL-5を産生し、好酸球の細胞障害性反応を促進することで、抗腫瘍性反応を惹起する場合がある。
ILC3もまた、腫瘍の増殖または抗腫瘍の環境に関与しうる。IL-17の産生は血管の透過性を亢進させるので、腫瘍の成長と転移を促進するが、ILC3の表面にあるMHCクラスIIのアップレギュレーションは、CD4+T細胞を活性化し、抗腫瘍効果を発揮する。また、ILC3は、肺癌における三次リンパ系構造の形成を促進し、保護的な役割を果たすことが報告されている。

### 肝臓と脂肪組織

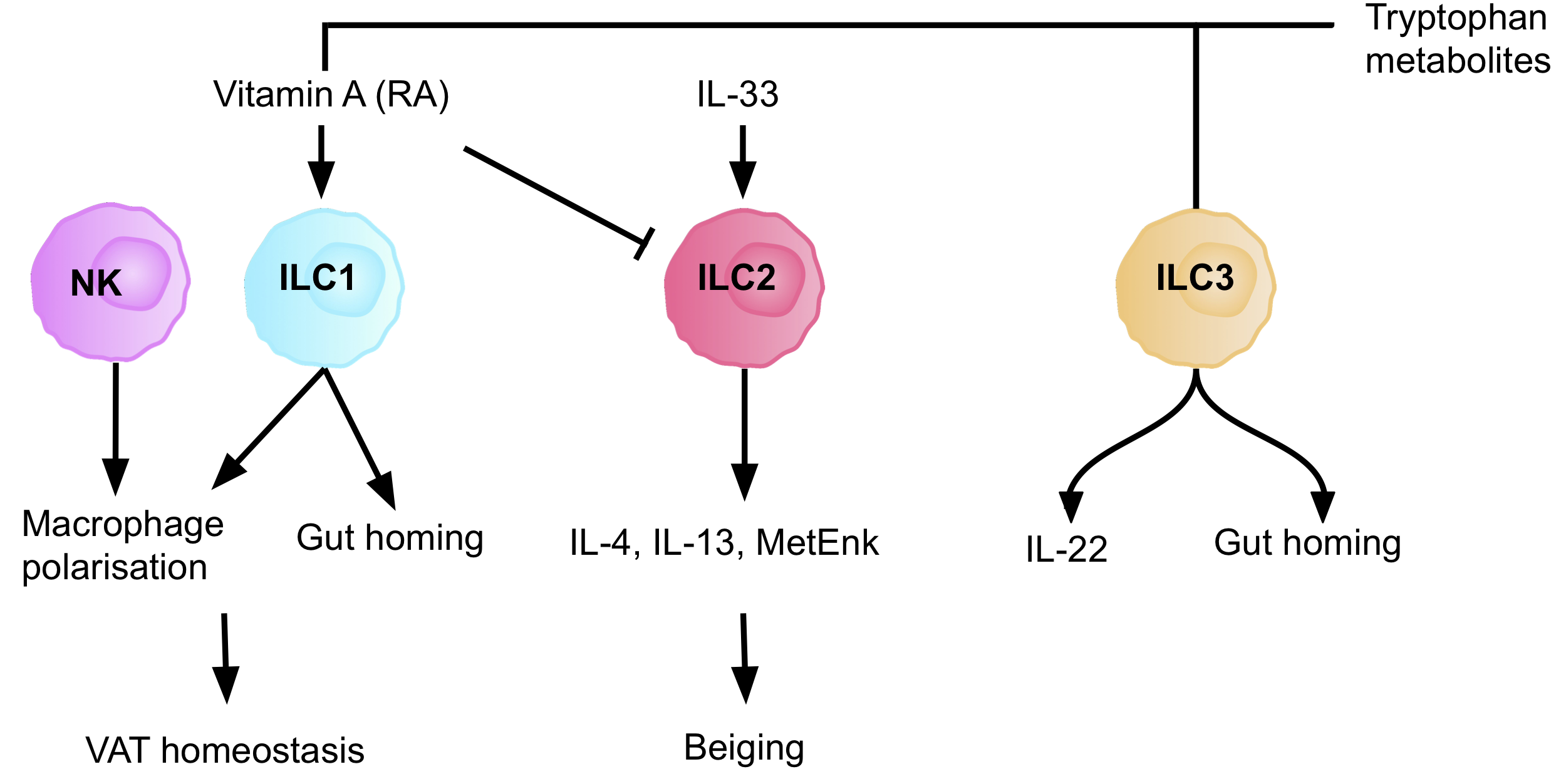
ILCサブタイプごとの代謝への関わり
・Macrophage polarisation：微小環境に応じた細胞の可逆的変化
・Gut homing：血流中のリンパ球が腸管に集まる現象
・MetEnk：メチオニン-エンケファリン
・VAT homeostasis：内臓脂肪組織の恒常性
・Beiging：白色脂肪細胞の褐色化（ベージュ脂肪細胞への変化）

総てのILCサブセットは肝臓に存在し、ウイルスや細菌の感染から組織を守るための免疫反応を制御している。ILC1は肝臓に存在する支配的なILCサブセットである。IFN-γの産生は、肝細胞の生存を促進する。ILC1によるIFN-γの産生は、NK細胞受容体CD226の発現に依存している。ILC1によるIL-12を介したIFN-γの産生は、細胞外のATPによって促進され、IFN-γは肝細胞の生存促進分子であるBcl-2、Bcl-xLをアップレギュレートする。
NK細胞は、ウイルス性のB型およびC型肝炎、局所性の肝線維症、肝癌に対する免疫反応に貢献している。NK細胞は、TRAILやNKG2Dを介して、線維化した肝臓の肝細胞を排除する。
ILCは、食事の負荷への対処や、代謝の恒常性の維持に重要な役割を果たしている。トリプトファン代謝物の産生により、AhR転写因子がIL-22の発現を誘導し、ILC3の存在数を維持し、その結果、腸の恒常性が維持されるのである。ビタミンAの代謝物であるレチノイン酸もまた、IL-22の発現をアップレギュレートする。したがって、AhRシグナル伝達経路およびレチノイン酸がないと、消化管の腸粘膜肥厚症菌感染症などの細菌感染に対する免疫力が低下する。レチノイン酸はまた、ILC1やILC3の腸管帰還マーカーの発現を増強する。このように、食事から得られる栄養素は、感染症や炎症に対するILCの免疫反応を変化させるため、バランスのとれた健康的な食事の重要性が強調される。
ILC2は、IL-5、IL-4、IL-13の産生を介して、脂肪組織における2型免疫環境をサポートしている。これにより、脂肪蓄積、インスリン抵抗性、カロリー消費量が調節される。これが調節されないと、1型炎症が持続し、肥満の原因となる。ILC2は、白色脂肪細胞の褐色化を促進し、その結果、エネルギー消費量が増加する。したがって、組織内のILC2の反応が低下すると、エネルギー恒常性におけるILC2の重要な役割が阻害され、結果としてエネルギー消費量が減少し、脂肪が増加するため、肥満症となる。ILC2に加えて、ILC1も脂肪組織のマクロファージの恒常性維持に貢献しており、ヒトの脂肪組織では常在リンパ球数の5-10%を占めている。高脂肪食はILC1の数を増やし、脂肪組織を活性化し、IFN-γやTNF-αの量を増加させる。ILC1はマクロファージの化学誘引物質であるCCL2を産生するため、ILC1-マクロファージ間のシグナル伝達は脂肪組織の重要な調節因子であると考えられる。この経路は、肝疾患の患者を治療するためのターゲットになる可能性がある。

### 呼吸器感染症
ILC2は、上皮細胞や杯細胞の増殖を促進し、その結果、気道における粘液の産生を促進する。これらの機能は、上皮の完全性の回復と維持に貢献している。ILC2は、AhR、IL-9、IL-13の産生を介して、肺の寄生虫感染に対する防御機能を提供している。これらのILC2は、腸で発生し、寄生虫感染と戦うために肺に移動すると考えられている。
ILC1とNK細胞は、ライノウイルスや呼吸器合胞体ウイルス（RSV）などの肺のウイルス感染に反応してIFN-γを分泌する。
また、ILC3はIL-17やIL-22を分泌して、肺炎連鎖球菌感染などの肺感染症にも関与している。ヒトの呼吸器感染症におけるILCの役割を明らかにするには、更なる研究が必要である。

### 皮膚修復

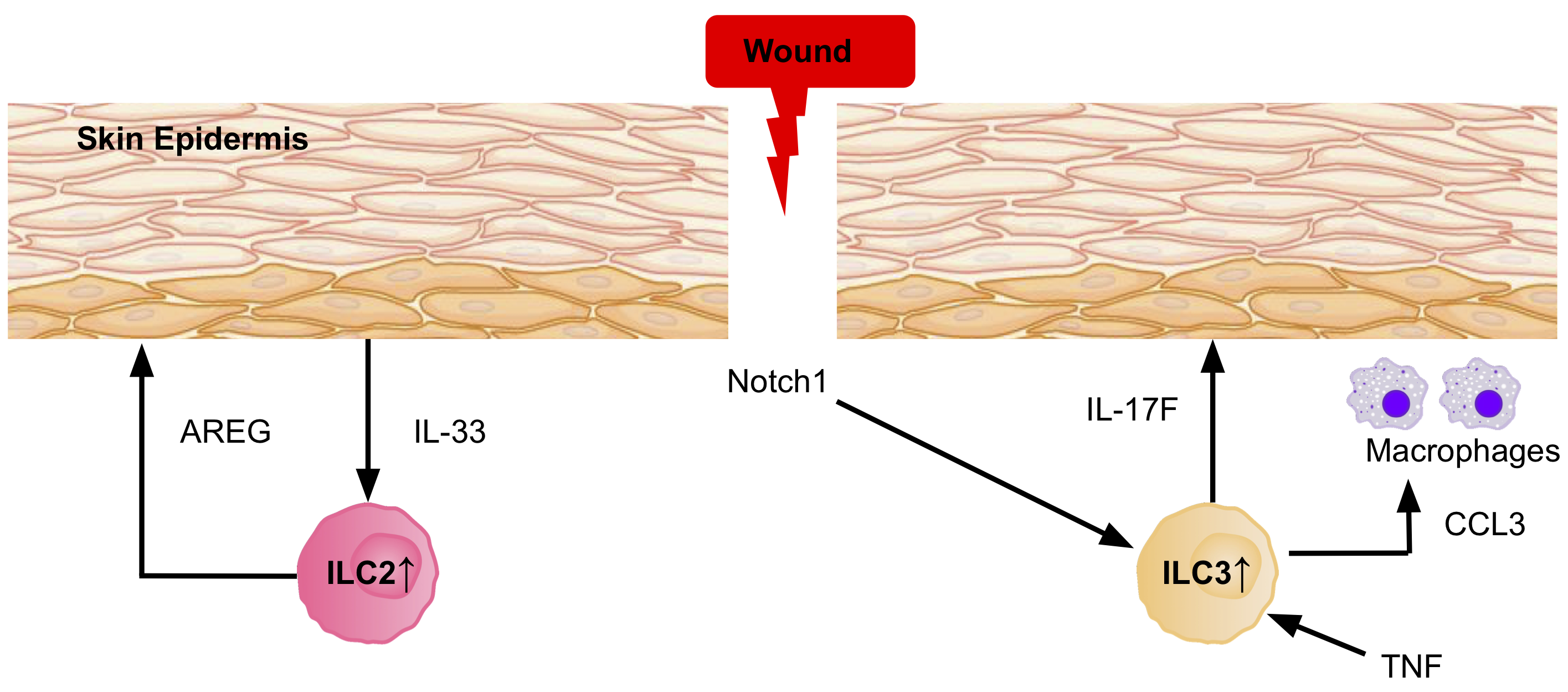
ILC3とILC2は、傷付いた皮膚に活性化した細胞を誘導することで、治癒プロセスを促進する。

ILC3とILC2は、表皮のNotch1シグナルを介して、マウスとヒトの両方で創部真皮に誘導されることが明らかになっている。ILC3はIL-17Fを分泌し、マクロファージを創傷部位に誘導することで、創傷治癒時の免疫および上皮細胞の反応に役割を果たす。TNFの発現もまた、ILC3の損傷した皮膚表皮への局在を指示することから、創傷治癒に一役買っている。表皮からIL-33が放出されると、ILC2は重要な表皮成長因子であるアンフィレグリンを大量に分泌し、皮膚の創傷治癒に貢献する。

## 病理

### 喘息

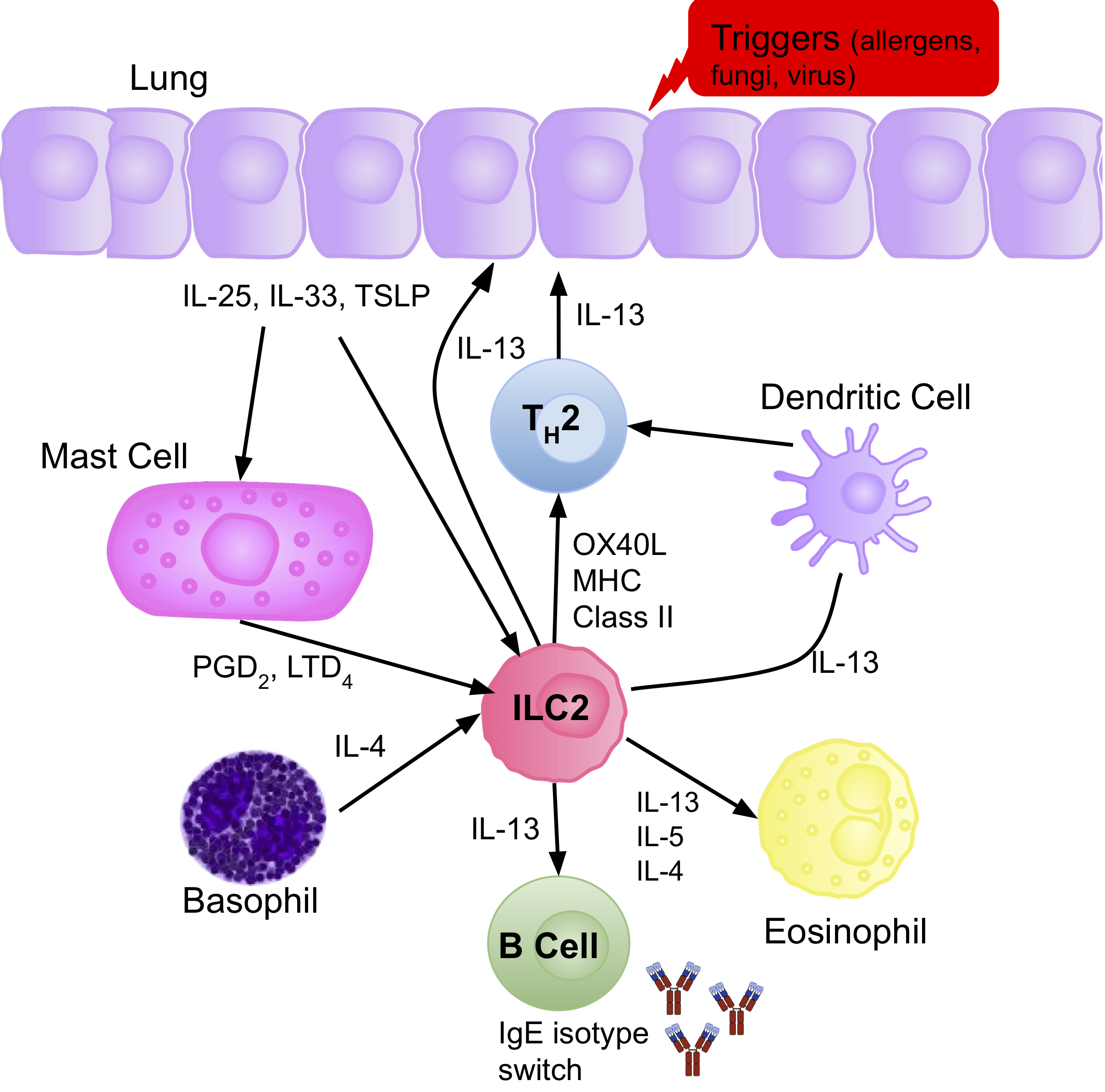
喘息患者の肺に存在するILCは、サイトカインを放出して他の免疫細胞に働き掛けてTh2免疫応答を促進することで、この疾患の病態生理に関与している。
・Mast Cell：肥満細胞
・Dendritic Cell：樹状細胞
・Basophil：好塩基球
・Eosinophil：好酸球

ILC2は、肺の炎症時に病原体としての役割を果たすことが確認されている。肺の上皮細胞は、さまざまなアレルゲン、真菌、ウイルスなどに反応して、サイトカインであるIL-33やIL-25、あるいはTSLPを発現する。これらのサイトカインはILC2を活性化するため、アレルギー性喘息の患者ではILC2の数が増加し、2型のサイトカイン（IL-4/5/13）が放出される。これらはIL-13を分泌し、アレルギー性肺炎を開始し、さらにTh2分化を促進してIL-13の産生を増加させ、その結果、アレルギー反応を増幅させる。
肺のILC2によるIL-5の産生は、好酸球の動員に繋がり、他の細胞集団は、喘息患者の気道炎症において肺のILC2と相互作用し、ILC2を活性化することが知られている。さらに、ILC2はB細胞の増殖も促進する。ILC2の増加は疾患の重症度と相関していると考えられており、「アレルゲンを経験した」ILC2の一部は、初期の炎症が治まった後も残存し、記憶T細胞に類似した性質を持つことが確認されている。喘息患者がさまざまなアレルゲンに感作されることが多いのは、この「アレルゲンを経験した」ILC2の存在が理由であると考えられる。
このアレルギー免疫反応は、T細胞やB細胞とは独立しているようで、T細胞やB細胞を欠損したマウスでも、IL-33を用いて喘息様症状に似たアレルギー反応が誘発されることが確認されている。
他のILCが喘息にどのような影響を与えるかは明らかではないが、IL-17を産生するILC3の数と喘息の重症度との間に相関関係があることが研究で示されている。また、マウスでは、NK細胞とILC1がIFN-γの産生によるILC2の増殖を抑制することが示されており、疾患のコントロールに役立つと考えられています。異なるサブセットのバランスが喘息にどのような影響を与えるかを明らかにするには、ヒトの患者を対象としたさらなる研究が必要である。

### 自己免疫疾患
NK細胞は、活性化性、抑制性、接着性、サイトカイン性、走化性などに関する細胞表面受容体を数多く発現している。これら多くの情報を統合することで、NK細胞は自己寛容を維持し、自己細胞のストレス信号を認識することができる。もし、NK細胞活性化の微妙で動的な調節が自己細胞を攻撃する方に偏ると、自己免疫疾患の病態が発生する。NK細胞の制御異常は、多発性硬化症、全身性エリテマトーデス、1型糖尿病など多くの自己免疫疾患に関与している。
ILCを標的とすることは、自己免疫疾患の治療法を開発する上で有益であると考えられている。ILCとT細胞は多くの重複した機能を持っているので、それらの活性化サイトカインを標的にした中和化がより良い選択肢であるかも知れない。また、IL-23、IL-1B、IL-6などの上流の活性化因子や、IL-7などの生存因子を標的とすることも、炎症性疾患の治療法の一つとして考えられる。

### アレルギー性鼻炎

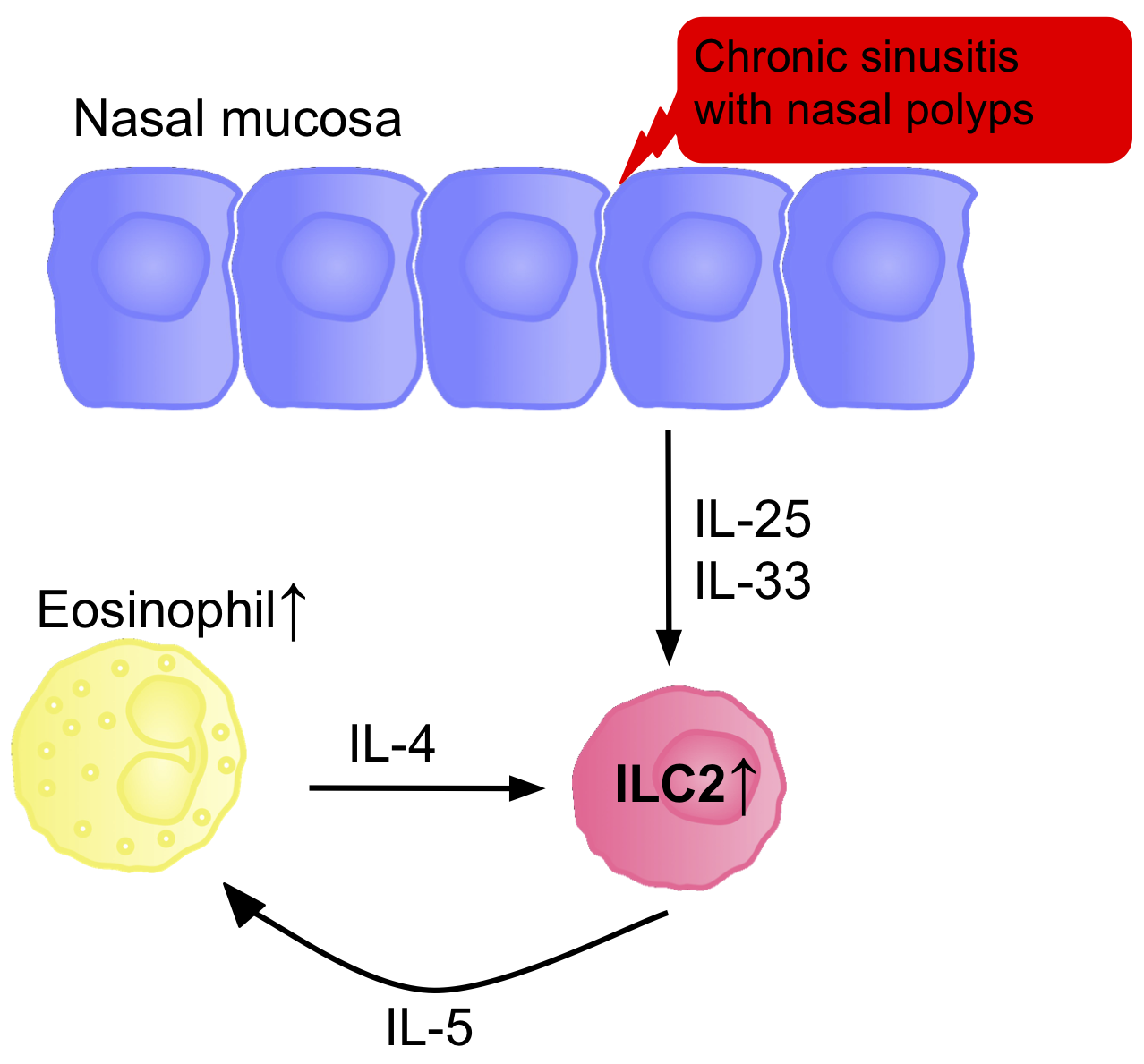
ILCは、アレルギー性鼻炎患者の鼻茸に存在し、正のフィードバックループを形成して炎症を促進し、疾患の病態生理に寄与している。

ILC2細胞の数は、慢性鼻副鼻腔炎患者の鼻茸や、アスピリンで呼吸器疾患が悪化した患者など、アレルギー症状を呈する他の組織でも上昇することが判っている。ILC2の存在量は、疾患の重症度と正の相関がある。
ILC2は、上皮細胞が産生するTSLPと好酸球が産生するIL-4の存在により活性化される。そしてILC2は、IL-4、IL-5、IL-13を産生し、さらに好酸球を活性化するという正のフィードバックループで、炎症を促進する。このループを断ち切ることが、鼻炎の治療に繋がる可能性がある。NK細胞は有益な役割を果たしているようで、アレルギー性鼻炎の人には少なくなっている。

### 炎症性腸疾患（IBD）と腸管癌

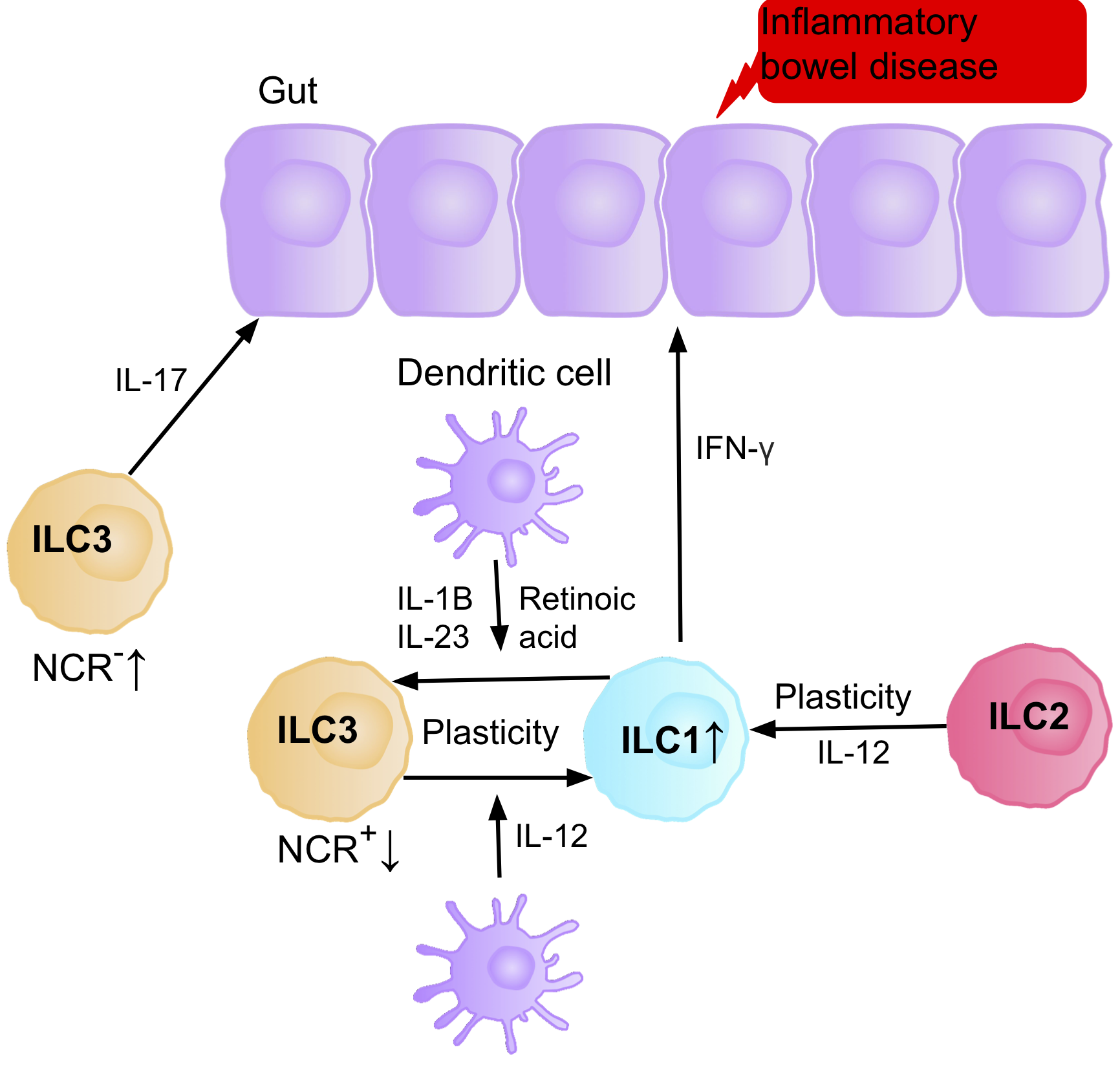
IBD患者の腸内に存在するILCと、その病態生理に寄与するサイトカインや他の免疫細胞

IL-17を産生するNCR- ILC3は、クローン病患者の腸内に多く存在することから、IBDの病態生理に寄与しているとの研究結果が出ている。また、クローン病患者の腸管粘膜に存在するILC1の数は、ILC全体の約10％から40％に増加しており、ILCの増加は病気の重症度と相関している。腸内のILC3とILC1の可塑性がクローン病の重要な因子であることを示唆する証拠があり、樹状細胞が産生するIL-12にさらされるとILC3がILC1に分化する。しかし、腸内に存在するIL-23、IL-1B、レチノイン酸は、分化したILC1をILC3に戻すように促すことができる。また、クローン病患者の腸内にはIFN-γを産生するILC2が存在し、サイトカインなどの特定の環境因子に反応して、ILC2が炎症誘発性の表現型を獲得する能力があることも示唆されている。
IBD患者は、慢性炎症時にILC3がILC1の炎症促進表現型を獲得すると、慢性炎症により腸管癌になるリスクが上昇する。IBD患者の腸内にはILCが蓄積しているため、ILCが腫瘍化を促進する役割を担っているのではないかと考えられている。これを裏付けるように、腸癌の腫瘍微小環境では、炎症誘発性サイトカインであるIL-23、IL-17、IL-22の量が増加しているという研究結果がある。
NK細胞は、抗腫瘍効果のあるIFN-γを分泌する。複数の研究で、腸癌患者の腸や末梢血に存在するNK細胞とIFN-γの量が低下していることが示されている。腸癌の環境におけるこれらの細胞の正確な役割については、更なる研究が必要である。

### 肝癌と肥満
肝臓のILC1は、IFN-γ、TNF-αの産生により慢性B型肝炎の病態に寄与している。（総）胆管を裏打ちする上皮の障害は、慢性肝炎に伴って頻繁に観察され、これらの胆管の増殖亢進は肝癌と関連している。この増殖亢進は、IL-33がILC2細胞を産生誘導することで生成されるIL-13が引き金となっている旨を示唆する証拠がある。また、ILC2は肝線維化の進行を促進し、ひいては肝がんの発生を促進することも明らかになっている。
特定の食物性の栄養素の利用可能性は、脂肪組織に貯蔵されるエネルギーを変化させることによってILCの免疫恒常性に影響を与えうる。脂肪組織は代謝の恒常性を維持しており、現在では完全に免疫担当組織と考えられている。栄養失調と暴飲暴食は、食事の栄養素の変化を介してILCの反応を調節不全にし、脂肪組織に蓄えられるエネルギーに直接影響を与える。肥満は、消化器微生物叢の変化、脂肪組織から肝臓への遊離脂肪酸の流出の増加、腸管透過性の亢進と関連している。消化管と肝臓は解剖学的に近接しているため、細菌の代謝物が門脈を通って運ばれると、ILC1を含む自然免疫細胞に作用して炎症を誘発し、肝臓の炎症状態の発生に重要な役割を果たす。そのため、肥満に伴う炎症は、インスリン抵抗性や代謝異常の形成により、肝疾患の進行に影響を及ぼす可能性がある。脂肪組織の炎症を制御するILC1は、肝臓疾患やメタボリック症候群の治療対象として期待されている。
また、ILC2は、ヒトやマウスの白色脂肪組織に存在し、肥満の原因となることが確認されている。脂肪組織の恒常性が乱されると、ILC2の反応が低下し、エネルギー恒常性におけるILC2の重要な役割が阻害されるため、エネルギー消費量が減少し、脂肪が増加する点が肥満の特徴である。

### 皮膚炎
アトピー性皮膚炎患者の炎症を起こした皮膚では、ILC2の数が健常者よりも高くなっている。患者の皮膚から採取されたILC2は、IL-25、IL-33、TSLP、PGD2受容体の発現量が増加しており、ILC2の活性化に関与していることが示唆された。また、これらの皮膚病変部には好塩基球や肥満細胞が存在し、IL-4、PGD2を産生し、ILC2をさらに活性化させている。

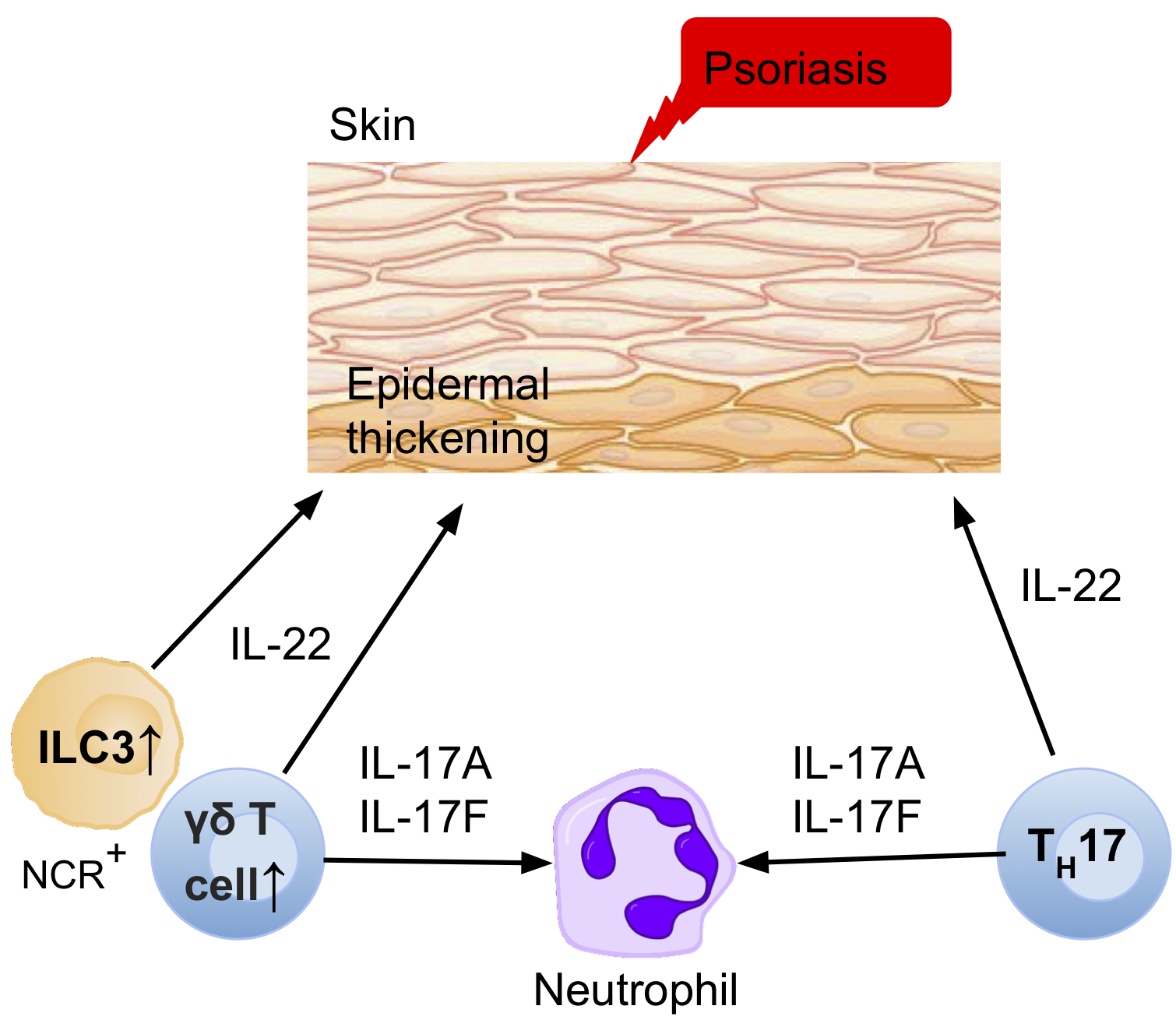
乾癬患者の表皮に存在するILCと、炎症・表皮肥厚の原因に関与するサイトカインや細胞。

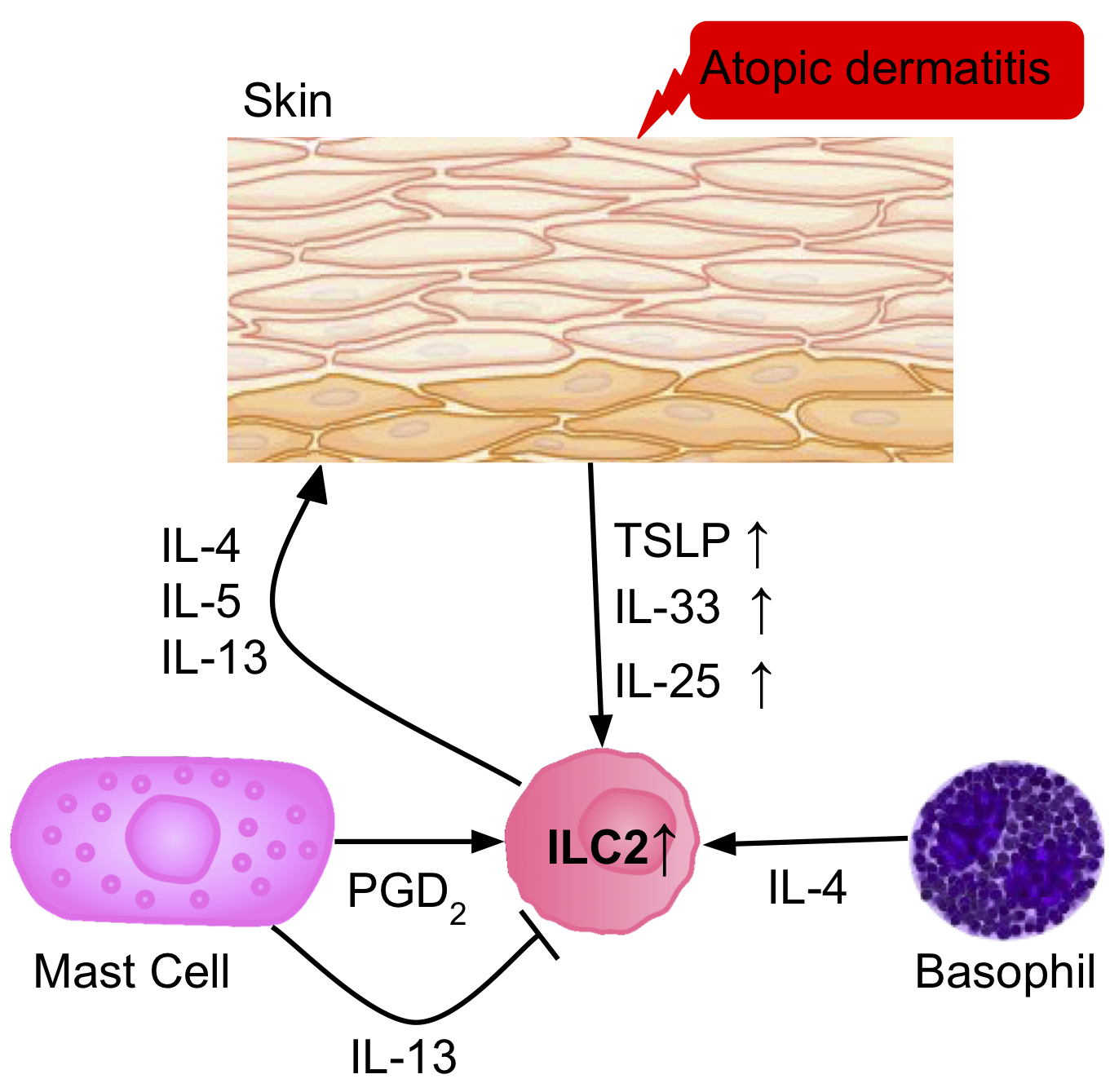
アトピー性皮膚炎の患者の表皮に存在するILCと、その病態生理の原因に関与する細胞やサイトカイン。

乾癬も炎症性皮膚疾患の一つであり、表皮が肥厚し、T細胞や樹状細胞が主に存在する皮疹を形成する。T細胞は1型免疫反応を示すが、表皮の肥厚と炎症は、Th17細胞やγδT細胞などの他のT細胞がIL-22、IL-17A、IL-17Fを産生することによって起こると考えられている。しかし、より最近のデータでは、ILC3数が増加してこれらのサイトカインを大量に産生していることが示唆されており、乾癬患者の末梢血ではILC3の数が増加しているという。

## 可塑性
ILCのサブセットへの分類は単純化された枠組みを提供しているが、上記の分類システムにも拘わらず、幾つかの研究では、ILCの発生と表現型の維持は遥かに複雑で、サブセット間で高度な可塑性があることが示唆されている。幾つかのILCサブセットは、特定のサイトカインの存在下で異なるサブセットに変換する能力があることが確認されている。これはT細胞にも共通する特徴であり、この可塑性は、免疫系が多種多様な病原体に対する反応を微調整するために不可欠であると考えられている。ILCの可塑性には、サイトカイン受容体、その転写因子、および転写因子が特定のクロマチン領域にアクセスすることが必要であるが、生体内のどこでサイトカインが産生され、どこで分化が起こるのかはまだ不明である。

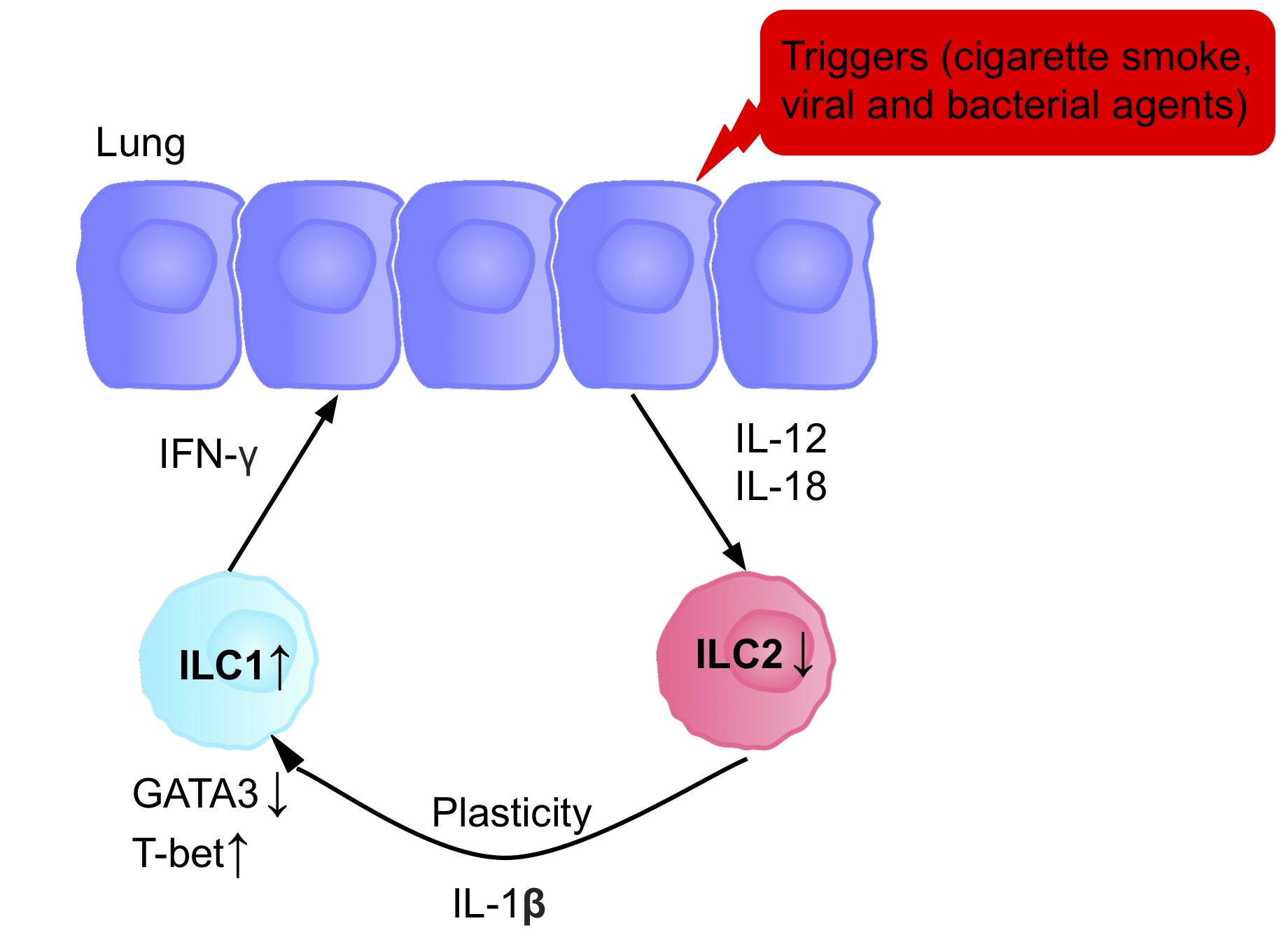
COPD患者の肺に存在するILCは、微小環境に応じて異なるILC表現型に変換する能力を有しており、これが炎症を悪化させ、疾患の病態生理に寄与している。

慢性閉塞性肺疾患（COPD）の患者に存在するILCは、ILCの可塑性の典型的な例である。ヒトやマウスを対象とした研究では、COPDになると肺に存在するILC2がILC1の表現型を獲得し、IFN-γの分泌が増加し、その結果、炎症が引き起こされることが知られている。タバコの煙などのさまざまな誘因により、IL-12やIL-18が分泌され、ILC2がILC1に分化する。その際、GATA3の発現が低下し、T-betの発現が上昇する。そのため、患者の血中ILC1とILC2の比率は高く、ILC1の多さは病気の重症度と相関している。
ILC3がILC1様細胞に変化する能力は、in vitroおよびin vivoで示されている。ILC3をIL-2とIL-15で培養すると、T-betとIL-12受容体（IL-12R）β2のアップレギュレーションが起こり、ILC3からILC1への転換が可能となる。また、IL-23はILC1からILC3への変換を促進することが示唆されている。
ILC2にもある程度の可塑性があることを示す証拠が増えて来ており、サイトカインやノッチリガンドなどの特定の環境刺激に曝されるとILC1やILC3に変化する能力が確認されている。
炎症、慢性疾患、腫瘍の微小環境などの特定の環境下では、活性化されたNK細胞はILC1の共通マーカーであるCD49aやCXCR6を発現し始め、その可塑性を強める。
疾患時のILCの可塑性の程度を明らかにすることは、病原性の原因となりうる他のサブセットへの転換を防止または促進するために有用である。

## 自然免疫系と獲得免疫系
歴史的には、自然免疫系（英語版）と獲得免疫系（英語版）の区別は、自然免疫系の非特異性と免疫記憶の欠如に焦点を当てていた。しかし、NK細胞や他のILCが獲得免疫反応の活性化や調節に関して機能するという情報が出て来るに連れ、この区別はより明確ではなくなって来た。研究者の中には、自然免疫系の受容体が生殖細胞でコード化されていることと、獲得免疫系の受容体が再構成されていることを対比して定義すべきだという意見もある。